# Dragan Tomić (homme politique, 1936)
Pour les articles homonymes, voir Dragan Tomić et Tomić.
Dragan Tomić (en serbe cyrillique : Драган Томић ; né le 9 décembre 1935 à Pristina (royaume de Yougoslavie) et mort le 21 juin 2022) est un homme d'État serbe. 
Membre du Parti socialiste de Serbie (SPS), il est président de l'Assemblée nationale serbe, et président de la république de Serbie par intérim.

## Biographie
Dragan Tomić naît en 1935 à Pristina au Kosovo. Il fait ses études à Belgrade, où il suit les cours de la Faculté de technologie et de métallurgie de l'université de Belgrade ; il en sort diplômé en 1962. Il travaille pour la société Rekord de Rakovac, où il est d'abord ingénieur-technicien et finit en tant que directeur général.
Il est élu à l'assemblée municipale de Rakovica.
Après Rekord, il travaille pour la société Jugopetrol en tant que directeur général.
Dragan Tomić est ensuite élu président de l'Association des ingénieurs et des techniciens de Yougoslavie (Savez inženjera i tehničara Jugoslavije). Il est élu président du groupe parlementaire du Parti socialiste de Serbie (SPS) à l'Assemblée nationale serbe, poste qu'il occupe jusqu'aux manifestations d'octobre 2000, au cours desquelles Slobodan Milošević doit quitter le pouvoir.